# Dario Baldan Bembo
Dario Baldan Bembo (Milano, 15 maggio 1948) è un cantante, compositore e tastierista italiano, fratello di Alberto Baldan Bembo.

## Biografia
Dario Baldan Bembo è nato a Milano da Sebastiano e Domenica Andreini (maestra di pianoforte). Il padre è di origini venete, la mamma originaria di Maggiora, in provincia di Novara, paese al quale Dario rimarrà legato e dove inciderà l'album Spirito della Terra nel 1982.
Eccellente pianista e tastierista, inizia l'attività nel mondo musicale insieme al fratello maggiore Alberto (compositore, arrangiatore, armonizzatore, produttore, direttore d'orchestra, pianista, organista e vibrafonista), con cui si esibisce durante le serate estive in vari locali. Nel 1966 conosce Ico Cerutti, che lo porta nel Clan Celentano come tastierista, dove si mette in luce suonando nelle canzoni dell'etichetta.
Il primo grande successo di Dario Baldan Bembo è il celebre tema strumentale Djamballà, colonna sonora del film Il dio serpente, uscito nel 1970, con Nadia Cassini come protagonista. La genesi di questo brano è molto controversa a causa di una disputa con Augusto Martelli, che chiese a Baldan Bembo (all'epoca giovanissimo e non ancora iscritto alla SIAE) di collaborare alle musiche per il film. L'autore formalmente registrato alla SIAE per Djamballà rimase Martelli, ma Baldan Bembo ebbe modo più volte negli anni di dare la sua versione dei fatti.
Collabora poi con Lucio Battisti nel disco Amore e non amore (pubblicato nel 1971); in quell'occasione conosce Franz Di Cioccio, batterista dei Quelli, con cui entra nella formazione dell'Equipe 84 (in difficoltà per l'assenza forzata di Alfio Cantarella e la defezione di Franco Ceccarelli).
Nell'album L'Equipe Casa mia sono incluse la due prime canzoni scritte da Baldan Bembo su testo di Maurizio Vandelli, "Nessuno" e "2000 km". Grazie a Battisti conosce Bruno Lauzi, che scrive il testo per due suoi brani che verranno portati al successo da Mia Martini: Piccolo uomo e Donna sola (1972).
Sempre nel 1972, insieme a Ciro Dammicco, compone la musica della canzone Le rose blu, su testo di Alberto Salerno. La canzone esce su 45 giri senza alcun riscontro di vendita. Due anni dopo, grazie al contributo di Vince Tempera, viene realizzata una versione strumentale del brano, che con il titolo Soleado ha un grande successo. Successivamente il brano è pubblicato in USA con il titolo When a Child Is Born, e diventa una hit natalizia cantata da numerosi interpreti (fra cui Bing Crosby, Mireille Mathieu, Demis Roussos, Placido Domingo, Andrea Bocelli, Il Divo, Sarah Brightman).
Nel 1973, su testo di Franco Califano, compone ancora per Mia Martini la celebre Minuetto, destinata a scalare le classifiche internazionali, e successivamente la musica di Inno (1974) su testo di Maurizio Piccoli.
Partecipa inoltre, in qualità di tastierista, all'album Seduto sull'alba a guardare dei Salis.
Nel 1975 esordisce come cantautore con Aria, che sarà un successo internazionale, a cui farà seguito nel 1977 Non mi lasciare.
Nel 1976 compone un nuovo successo ancora una volta per Mia Martini dal titolo Che vuoi che sia se ti ho aspettato tanto, presentato all'edizione del Festivalbar di quell'anno, e successivamente Canto universale su testo della stessa Mia Martini.
Nel 1979 con la Polydor pubblica il suo quarto album, l'omonimo Dario Baldan Bembo; diversi autori hanno collaborato nell'elaborazione del disco (fra cui Giorgio Faletti, al tempo quasi sconosciuto).
Collabora quindi con Renato Zero per cui scrive le musiche e gli arrangiamenti di molte canzoni, fra cui: Amico nel 1980, Più su, inedito dal live Icaro del 1981, "Ed io ti seguirò" e "Stranieri" dall'album Artide Antartide, il mini LP Calore del 1983 (il cui brano di punta è Spiagge), e altre canzoni pubblicate negli anni successivi. In totale scrive per Zero quindici brani. Nei primi anni ottanta partecipa ad un tour con Zero, accompagnandolo con il pianoforte.
Nel 1981 al Festival di Sanremo arriva terzo con Tu cosa fai stasera?. In quell'anno si realizza il sodalizio con Riccardo Fogli, che inciderà lo stesso brano sanremese insieme a Non mi lasciare e alla versione iniziale di Amico è intitolata Falò e inclusa nel lavoro di Baldan Bembo Spirito della terra.
Sempre nel 1981 compone per Marcella Bella Canto straniero destinata anch'essa a raggiungere le prime posizioni in classifica.
Nel 1982 esce Amico è, suo secondo grande successo in termini di vendite, che interpreta con Caterina Caselli (testo di Nini Giacomelli, Mike Bongiorno e Sergio Bardotti, che hanno scritto per lui i testi dell'intero LP Spirito della Terra). Il brano diventa popolare poiché sigla di Superflash, trasmissione televisiva di Canale 5 condotta da Mike Bongiorno. Meno fortunata la sigla che sull'onda del successo inciderà l'anno seguente, intitolata Voci di città.
Nell'estate 1984 prende parte allo spettacolo itinerante Incontri d'Estate, che include nel cast Marco Predolin, Dori Ghezzi, Andrea Gianzi, Pietro Giampà, Franco Rosi ed i Blue Aquarius.
Partecipa al Festival di Sanremo nel 1985 con Da quando non ci sei (una volta ancora), con la quale si piazza al sedicesimo posto.
Nel 2001 partecipa alla trasmissione La notte vola, gara musicale tra i brani più famosi degli anni ottanta, nella quale presenta il suo successo Amico è (Inno dell'amicizia) arrivando in finale.
A ottobre 2014 vince il Festival Nazionale di Musica Cristiana con il brano Papa e Papà, su testi di Franco Romeo.
Nel 2022 esce il suo libro-biografia Atlantide accompagnato da un cd contenente due inediti e una rivisitazione dei suoi più grandi successi assieme alle interpretazioni di brani scritti per altri.
La realizzazione dell'opera è stata coordinata dall'artista Erica Tamborini.

## Discografia

### Album
- 1975 - Aria (Come Il Vento, ZSCVE 55742)
- 1975 - Crescendo (Come Il Vento, ZSCVE 55744)
- 1977 - Migrazione (Come Il Vento, ZPLC 34013)
- 1979 - Dario Baldan Bembo (Polydor, 2448 097)
- 1981 - Voglia d'azzurro (CGD, 20247)
- 1982 - Etereo (CGD, 25034) (come Bembo's Orchestra)
- 1982 - Spirito della Terra (CGD, 20328)
- 1985 - Spazi uniti (CGD, 20465)
- 1991 - Un po' per vivere, un po' per sognare (Five Record, FM 18006)
- 1996 - Il canto dell'umanità (Pull, 484400 2)
- 1999 - Amico è - I successi (D.V. More Records, CD DV 6382)
- 2022 - Atlantide (Azzurra Music)

### Singoli
- 1975 - Aria/Nico (Come Il Vento, ZCVE-50420)
- 1975 - Crescendo/Gabbiani (Come Il Vento, ZCVE-50422)
- 1977 - Non mi lasciare/Viaggio (Come Il Vento, ZBC-7009)
- 1979 - Giuro/Cosa siamo noi (Polydor, 2060212)
- 1978 - Piccolina/Week-end (Come Il Vento, ZBC-7065)
- 1981 - Tu cosa fai stasera?/Che gusto c'è (CGD, CGD-10313)
- 1982 - Amico è/Cammina cammina (CGD, CGD-10445) (lato A con Caterina Caselli)
- 1983 - Voci di città/Ogni volta che cerco la luna (CGD, CGD-10518)
- 1984 - Flash back/Notre dame (Five Record, FM-13072) (come Space Philharmonic)
- 1985 - Da quando non ci sei (una volta ancora)/Alberi d'inverno (CGD, CGD-10600)
- 1989 - Per te Armenia/Sono caduti (Enigma, NEM-47002) (con artisti vari)

### Altre pubblicazioni
Di seguito, vengono riportati gli album nei quali Baldan Bembo ha suonato la tastiera:
- 1971 - Amore e non amore di Lucio Battisti
- 1972 - Umanamente uomo: il sogno di Lucio Battisti
- 1973 - Amanti di valore di Mina
- 1974 - Seduto sull'alba a guardare di Salis 'n' Salis

### Brani scritti per altri artisti
- 1971 - Nessuno per gli Equipe 84 (testo di Maurizio Vandelli)
- 1971 - 2000 km per gli Equipe 84 (testo di Maurizio Vandelli)
- 1972 - A poco a poco per Mia Martini  (testo di Dario Baldan Bembo)
- 1972 - Piccolo uomo per Mia Martini con Leonardo Ricchi (testo di Bruno Lauzi e Michelangelo La Bionda)
- 1972 - Donna sola per Mia Martini (testo di Bruno Lauzi)
- 1972 - Eccomi per Mina (testo di Paolo Limiti e Mina)
- 1972 - Non ti riconosco più per Mina (testo di M. Anzoino)
- 1972 - Quante volte per Tihm (testo di Luigi Albertelli)
- 1972 - La nave (testo di Luigi Albertelli)
- 1972 - Meglio morire che perdere te per Caterina Caselli (testo di Giancarlo Bigazzi)
- 1972 - Che strano amore per Caterina Caselli con Leonardo Ricchi (testo di Franco Califano)
- 1973 - Minuetto per Mia Martini (testo di Franco Califano)
- 1973 - Non tornare più per Mina (testo di Franco Califano)
- 1973 - Diario per gli Equipe 84 (testo di Maurizio Vandelli)
- 1973 - Bolero per Mia Martini con Leonardo Ricchi (testo di Maurizio Piccoli)
- 1974 - Agapimu per Mia Martini (testo di Giovanni Conte e Mia Martini)
- 1974 - Inno per Mia Martini (testo di Maurizio Piccoli)
- 1974 - Un'età per Mia Martini (testo di Maurizio Piccoli)
- 1974 - Luna bianca per Mia Martini (testo di Maurizio Piccoli)
- 1975 - Soleado per Daniel Sentacruz Ensemble[5]
- 1976 - Che vuoi che sia se ti ho aspettato tanto per Mia Martini (testo di Paolo Amerigo Cassella)
- 1976 - Canto universale per Mia Martini (testo di Mia Martini)
- 1979 - Chiara per Nicola Di Bari (testo di Dario Baldan Bembo)
- 1979 - Mondo nuovo per Nicola Di Bari (testo di Sergio Bardotti e Dario Baldan Bembo)
- 1979 - Noi due per Nicola Di Bari (testo di Dario Baldan Bembo)
- 1979 - Giuro per Nicola Di Bari (testo di Dario Baldan Bembo)
- 1979 - Vorrei per Nicola Di Bari (testo di Dario Baldan Bembo)
- 1979 - Paese fantastico per Nicola Di Bari (testo di Dario Baldan Bembo, musica di Alberto Baldan Bembo)
- 1980 - Amico per Renato Zero (testo di Renato Zero e Franca Evangelisti)
- 1980 - Bambina del nord per Franco Califano (testo di Franco Califano)
- 1981 - Più su per Renato Zero (testo di Renato Zero)
- 1981 - Ed io ti seguirò per Renato Zero (testo di Renato Zero)
- 1981 - Ora settembre per Loretta Goggi (testo di Paolo Amerigo Cassella)
- 1981 - Stranieri per Renato Zero (testo di Renato Zero)
- 1981 - Mr. Uomo per Farida (testo di Franca Evangelisti)
- 1981 - Canto straniero per Marcella Bella (testo di Antonio Bella)
- 1982 - Che bella libertà per Renato Zero (testo di Renato Zero)
- 1983 - Spiagge per Renato Zero (testo di Renato Zero)
- 1983 - Voglia per Renato Zero (testo di Renato Zero)
- 1983 - Navigare per Renato Zero (testo di Renato Zero e Franca Evangelisti)
- 1983 - Fantasia per Renato Zero (testo di Renato Zero)
- 1984 - La gente come noi per Renato Zero (testo di Renato Zero)
- 1985 - Freddo di dicembre per Fiordaliso
- 1986 - Non la puoi chiamare vita per Loretta Goggi (testo di Alberto Salerno)
- 1993 - Il ritorno per Renato Zero (testo di Renato Zero)
- 1993 - Una magia per Renato Zero (testo di Renato Zero)
- 1993 - Oltre ogni limite per Renato Zero (testo di Renato Zero)
- 1993 - Figli della guerra per Renato Zero (testo di Renato Zero e Franca Evangelisti)
- 1994 - Chi per Renato Zero (testo di Renato Zero)
- 1995 - Scusami se per Gigliola Cinquetti (testo di Adelio Cogliati)
- 1995 - Ancora gente per Renato Zero (testo di Renato Zero)
- 1995 - Fine favola per Renato Zero (testo di Renato Zero e Franco Califano)
- 2020 - Bella scommessa per Renato Zero (testo di Renato Zero)
- 2020 - Se sono qui per Renato Zero (testo di Renato Zero)
- 2020 - Il tuo eterno respiro per Renato Zero (testo di Renato Zero)